# Prosopis laevigata
Prosopis laevigata, tiếng Anh thường gọi là Smooth Mesquite, là một loài thực vật có hoa thuộc họ đậu, Fabaceae, là loài bản địa của México, Bolivia, Peru, và tây bắc tỉnh Argentina (Jujuy).